# Tylomyinae
Tylomyinae là một phân họ động vật gặm nhấm trong họ Cricetidae gồm nhiều loài chuột Tân Thế giới kể cả những con chuột leo núi, phân họ này không được biết đến là có quan hệ với phân họ Sigmodontinae và Neotominae, nhưng nhiều ý kiến cho rằng nên nhập cả 03 phân họ này thành một phân họ duy nhất là Sigmodontinae.

## Phân loại
- Phân họ TYLOMYINAE
  - Tông Nyctomyini
    - Chi Otonyctomys
      - Otonyctomys hatti

    - Chi Nyctomys
      - Nyctomys sumichrasti

  - Tông Tylomyini
    - Chi Tylomys
      - Tylomys bullaris
      - Tylomys fulviventer
      - Tylomys mirae
      - Tylomys nudicaudus
      - Tylomys panamensis
      - Tylomys tumbalensis
      - Tylomys watsoni

    - Chi Ototylomys
      - Ototylomys phyllotis